# Edith Leyrer

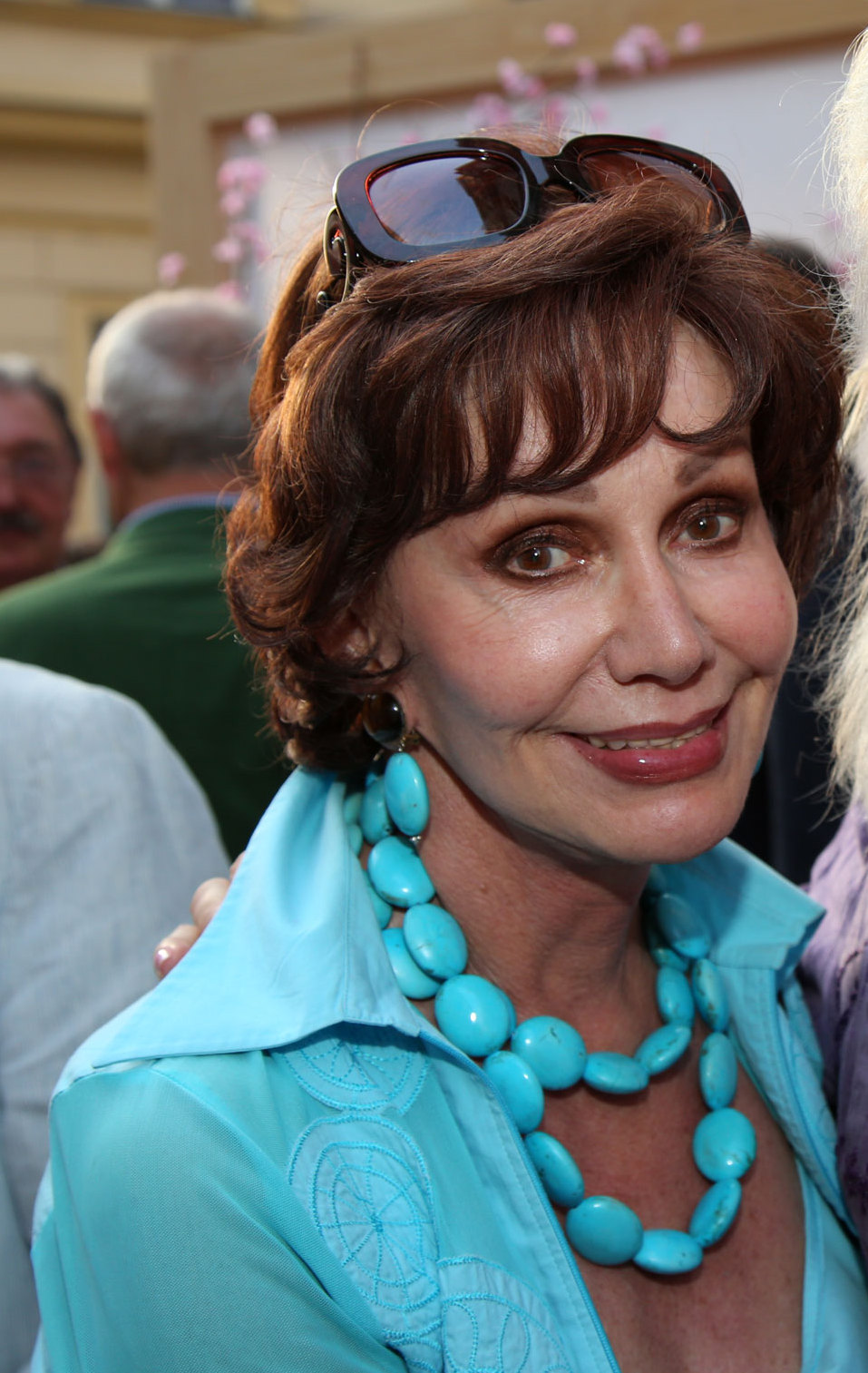
Edith Leyrer (2015)

Edith Leyrer (* 25. Oktober 1943 in Wien) ist eine österreichische Schauspielerin. Von 1978 bis 1993 wirkte sie im Kabarett Simpl in über 3500 Vorstellungen mit.

## Leben
Edith Leyrer wurde als Tochter eines Textilgroßhändlers und einer Konzertpianistin geboren. Zuerst besuchte sie eine Kinderschauspielschule, anschließend folgte eine Ausbildung bei Anna Lamberg-Offer sowie eine Ballettausbildung an der Akademie für Musik und darstellende Kunst in Wien bei Rosalia Chladek.
Ihr erstes Engagement führte sie mit 16 Jahren ans Staatstheater Saarbrücken. Gerhard Bronner holte sie als Nachfolgerin von Louise Martini in das Ensemble rund um Bronner und Helmut Qualtinger nach Wien zurück. Unter der Regie von Bronner wirkte sie auch in der österreichischen TV-Kabarettserie Das Zeitventil mit.
Von Marcel Prawy wurde sie für West Side Story an die Volksoper Wien engagiert, im Theater in der Josefstadt spielte sie unter anderem in Arthur Schnitzlers Drama Das Wort an der Seite von Klaus Maria Brandauer.
1978 holte sie Martin Flossmann ans Kabarett Simpl, wo sie neben Louis Strasser, Tamara Stadnikow und Kurt Sobotka bis 1993 dem Ensemble angehörte und in über 3500 Vorstellungen mitwirkte.
Seit 1994 tritt sie als freischaffende Schauspielerin unter anderem in der Komödie am Kai, der Kleinen Komödie, der Freien Bühne Wieden, dem Festspielhaus St. Pölten, bei den Raimundfestspielen, im Stadttheater sowie in der Sommerarena Baden, den Sommerspielen Bad Hall, im Gloria Theater, im Metropol und im Linzer Chamäleon-Theater auf. Außerdem gibt sie Solo-Kabarettabende, unter anderem mit dem Tucholsky-Programm Gestern nicht – morgen nicht, heute sollst Du leben. Unter der Regie von Christian Spatzek feierte sie im Februar 2020 in der Komödie am Kai neben Irene Budischowsky (Dorothy), Ulli Fessl (Rose), Margot Ganser-Skofic (Sophia) als Blanche in einer Bühnenadaption der Golden Girls Premiere.
Leyrer ist Ehrenpräsidentin der Make-a-wish Foundation Austria, einer Vereinigung die Herzenswünsche von schwerstkranken Kindern erfüllen möchte. Sie ist mit dem Architekten Heinz Busch verheiratet.

## Auszeichnungen
- 2002: Silbernes Ehrenzeichen für Verdienste um das Bundesland Niederösterreich[5][4]
- 2004: Goldenes Verdienstzeichen des Landes Wien[3]
- In Alland wurde die Edith-Leyrer-Gasse nach ihr benannt.

## Filmografie
- 1965: Geißel des Fleisches
- 1965: Die letzten Tage der Menschheit (Fernsehfilm)
- 1968: Wenn die kleinen Veilchen blüh’n (Fernsehfilm)
- 1970: Das Wort (Fernsehfilm)
- 1970: Der Weyland Casperl (Fernsehfilm)
- 1971: Gestrickte Spuren (Fernsehfilm)
- 1975/78: Lady Dracula
- 1977: Eine moralische Nacht (Fernsehfilm)
- 1982: Ohne Ball und ohne Netz (Fernsehfilm)
- 1992: Der Mann vom Eaton Place – The Mixer and the Distressed Diane
- 1997: Schlosshotel Orth (Fernsehserie, zwei Episoden)
- 1998: Frauen lügen nicht
- 2000: Tom Turbo – Die total verrückte Tante
- 2006–2007: Novotny & Maroudi – Zahngötter in Weiß (Fernsehserie, 5 Episoden)

## Publikationen
- 2009: Morgenland, Abendland, Burgenland: ausgewählte Witze, gemeinsam mit Ferdi Besim. Wien, Ibera-Verlag, 2009. ISBN 978-3-85052-280-9